# マーベルランド (ワルキューレシリーズ)
マーベルランド (Mavel Land) は、ナムコ（後のバンダイナムコエンターテインメント）が発売するコンピュータゲーム『ワルキューレシリーズ』の舞台となる架空の大陸。

## 概要
1986年8月1日にファミリーコンピュータ用ソフトとしてシリーズ第一作目『ワルキューレの冒険 時の鍵伝説』が発売された。ゲーム内容は、トップビューで敵を倒していくアクションRPGであり、本製品にはROMカセット、取扱説明書のほかに、付属品としてワールドマップも封入されていた。
付属品のワールドマップには途中までしか記載されておらず、後に発売された攻略本には詳しく記載されているが、地域や海、街や城、島、平原、森、山の名前までは細かく記載されていなかった。
後に発売される作品では、サンドランドをはじめ、初めて登場する名称も出てきており、その場所や位置までは特定されていない国や島、迷宮などいろいろある。

## 地域

### はじまりの国
ゲーム開始地点にある、マップ南西部の陸地。主人公ワルキューレが降り立った大陸。正式名称は不詳。所々に森林があるが、名称はつけられていない。
はじまりの平原
ワルキューレが降り立った場所。はじまりの国の中央辺りにある。
『ワルキューレの冒険 時の鍵伝説』のスタート地点。
地名は、『ワルキューレの栄光』で後付けされたもの。
旅立ちの門
はじまりの国の南端の西側にある門。
オリジナル版は、近くには森が広がっており、その辺りに斧が落ちている。
他の大陸でも、それらしき門がある。
エンリケ族の港町
オリジナル版では街自体はなく、「かんむり岬」という波止場でシーザスが待ち構えている。アレンジ版では、街並みも描写されており、ここではじめて港町があることがゲーム上の設定で後付けされた。
エンリケ族のキャンプ場
港町に住むエンリケ族の住人の避難場所。オリジナル版では、この大陸で唯一の「冒険者の宿」があり、アレンジ版では避難場所として設定されている。

### アファ大陸
マップ北西部〜中央部を占める大陸。
タッタ族の集落
大陸の北西から上陸して南へ進んだところにある集落。いわば居住区。オリジナル版はそこに宝箱が置いてある。
西海岸に「ティピー」という移動しながら狩りを行う文化を持つ部族の野営用の住居が建ち並んでおり、タッタ族はここで衣食住を共に生活をしている。戦いになると、棍棒を持ったり、ブーメランや樽爆弾を投げつけて襲ってくることがある。
サンドランド
サンドランド平原にあるサンドラ族の集落。クリノ・サンドラの故郷。その場所からアルサンドラ山が見渡せる。
『サンドラの大冒険 ワルキューレとの出逢い』、『ワルキューレの伝説』のスタート地点。
オリジナル版では、大陸内にサンドラの店と宿が建ち並んでいる場所がある。
迷いの森
大陸の北側にある森林地帯。
附属のワールドマップには「邪悪の森」と記載されている。
オリジナル版は、ワープゾーンと宝箱があるだけだったが、アレンジ版は、こだまの森と呼ばれることもあり、適当に歩くと迷子になったり、奥に進むと三日月王の祭壇にたどり着く。
三日月王の祭壇
迷いの森（邪悪の森）の奥にある遺跡。
オリジナル版にはなかったが、アレンジ版で初めて登場した建造物。三日月王の本拠地。

オハホハ山地
迷いの森の東にある山脈。南端には湖があり、そこから川が流れている。
名称は附属のワールドマップに記載されている。
不思議の森
サンドランドから離れたところにある森。川の近くにあり、陸地はほとんどなく、水面から樹木が生えているような場所。
シーザスの谷
川の入り江付近にある谷。オハホハ山地 アファ大陸とえんえん砂漠を遮る山のあたりにある。
アルサンドラ山
迷いの森の離れた場所にある山。マグマの洞窟がある。
周辺にはマグマの熱によって熱くなっている所があり、近隣の村人や冒険者から「炎の大地」と呼ばれることがある。
コアクマンの集落
アルサンドラ山の麓にある集落。アンディ、サビーヌの故郷。

地下洞窟
アファ大陸にある洞窟。
アレンジ版では、コアクマン族のいたずらによって落とし穴に落ちてしまう。かなり広い迷路で迷子になりやすく、とある場所に花の精霊がとらえられている。

### えんえん砂漠
アファ大陸中央部に広る砂漠。重要アイテムを隠されたピラミッドが北と南にそびえ立つ。ここで初めてクリノ・サンドラとワルキューレが出会った場所でもある。
底なし砂漠
えんえん砂漠の中央部から南東にかけて広がっている落とし穴の発生地帯。
オリジナル版ではそこを通過しないと、カルデラ地方に入れない。
ピラミッド
砂漠内に北と南にそびえ立つ巨大建造物。
オリジナル版は、「サンドラの魂」を使用しないと入れない。
内部は複雑になっており、罠も沢山仕掛けられている。ペガサスのレリーフが設置されている部屋もある。
奇跡の丘
『サンドラの大冒険』クリノ・サンドラの最終目的地。
ここで「ひかりのかけら」を掲げると、幻の塔へ移動することとなる。
幻の塔
奇跡の丘にある塔。肉眼では見ることはできない。
クリノ・サンドラをはじめ選ばれし者だけが入れる場所でもあるが、後に3つの試練が待ち受けている。

### カルデラ地方
えんえん砂漠の東にある山岳地帯だが、地名は後に付けられたもの。同作品内では『サンドラの大冒険』に登場したティアナ姫とニコルが統治している。
ズルズル沼
底なし砂漠とカルデラ地方の間にある沼地。むやみに渡ると橋が壊れ、沼にはまって溺れてしまうこともある。
アレンジ版は、沼地の代わりとして深い谷を長い吊り橋を渡り歩かなければならない。
うれしヶ原
カルデラ地方東にある平原。ズルズル沼を渡ったところにある。
北の方に進むと、カルデラ城と街がある。
カルデラ山脈
マッコウクジラが津波で押し上げられた場所。
オリジナル版は、干上がっているところに倒れていたが、アレンジ版では山に囲まれた湖の浅瀬に乗り上げてしまい、むやみに出ようとして身体をぶつけてしまったために怪我をして出られなくなってしまった。
カルデラ城
初出は『サンドラの大冒険』であり、詳しい場所の位置はアレンジ版のマップで判明。
オリジナル版は城自体はなく、後にゲーム上の設定でゾウナの魔力によって消されたことになっている。
カルデラの街
ズルズル沼を渡って、北東のところにある街。
オリジナル版では宿とサンドラの店がある。
ズールの国
カルデラ地方北東部に栄えていた国。今では「ピクシー族の村」と「果ての森」だけが残っているだけ。
大蛇の森
『サンドラの大冒険』でサンドラが流れ着いた森。オリジナル版では、「果ての森」と記載されていた。
カルデラ地方の最東端にあり、そこにマッコウ大陸へ渡るための虹がかけられた。
毒キノコの洞窟
青年ニコルが倒れていた洞窟。内部は、無数の毒キノコが生えており、胞子に当たると毒に侵される。この先には、エンマコンダの巣がある。
位置は大蛇の森の近くにあり、開かずの廃坑につながっている通路もある。
ピクシーの村
カルデラ地方最北端にある集落。糸吐き虫の吐く七色の糸が名物になっている。
オリジナル版では、井戸を囲むようにテントが建ち並んでいる。
開かずの廃坑
ピクシーたちの村の近くにある廃坑。
オリジナル版では、テントに囲まれるように井戸が配置されている。
中を通るとエンマコンダの巣もあり、抜けるとカルデラ山に囲まれた場所に出て、川沿いを通ると湖にたどり着き、そこにマッコウクジラがいる。

### マッコウ大陸
マップ東部の大陸北部の雪原地帯だが、地名は後に付けられたもの。
ツンドラ族の集落
マッコウ大陸北部にあるツンドラ族の居住区。
オリジナル版は、雪原の上に圧雪ブロックを使って作る「イグルー」という一時的なシェルターの住居が広大に建ち並んでいる。そこに白猫のような姿の一族がシャベルを携えており、この場所で衣食住を共にしている。
スフィンモスの国境
二つの大陸を区分けするために造られた国境。
オリジナル版では「ライオンの門」で設定されており、「ティアラ」を持っていないと通過できないようになっている。
雪の洞窟
マッコウ大陸北部にある洞窟。
アレンジ版は、そこに「雪の精霊」がとらえられている。
オリジナル版のワールドマップ上には、それらしきものは見当たらず、位置も明確になっていない。
勇者の塔
勇気のティアラが納められている塔。大陸の東側にそびえ立つ。
オリジナル版は塔自体はなく、沼地の中央にある小島に置いてある宝箱に納められている。

### 富の国（フルータジア）
マッコウ大陸中間にある「スフィンモスの国境」を南下したところにある国。雪原地帯とは違って緑地であり、中央部には城がそびえ立っている。
フルータジア城
かつて莫大な富で栄えた城であったが、ゾウナ復活後に魔物に滅ぼされてしまった。
オリジナル版は城壁で囲まれているが、ゲーム上の設定で廃墟扱いになっており、城に入ることができない。
アレンジ版では城に入れるようになったが、一見は華やかに見えても、カッパ楽団の演奏者たちは不満な表情で演奏をしている。部屋をしらべると、魔物にとらえられていることが発覚し、おまけに2体の精霊もとらえられている。
見えない壁
城の南にある迷路。
肉眼では見えないため、むやみに走るとぶつかってけがをしてしまうこともある。抜けると街にでられるが、近くにツインギラスが待ち構えている。

### ゾウナの島
富の国の西にある島。ファミリーコンピュータ版付属の地図には島自体が記されていない。
ゾウナの居城
『ワルキューレの冒険 時の鍵伝説』の最終目的地。
オリジナル版は平地上にあり、城壁に囲まれている。内部は複雑な迷宮となり、鍵を持っていないと進めない所もある。迷宮を抜けた先には、ゾウナの間があり、玉座の周辺に「時の鍵」を差し込む鍵穴がある。
アレンジ版では、険しい岩山の上にそびえ立ち、坂道を上り進みながら敵と戦わなければならなくなる。その先に「時の鍵」で封印されていた魔王ゾウナが待ち構えている。イメージイラストには時計台も描かれている。

### 特定されていない場所
※作品で名称が出ているにもかかわらず、どの大陸、地域にあるのかわからない場所を記載。
ローレライ海
旅の船が遭難するほど、恐れられている魔の海。
ズールの国の北方にあり、そこでサンドラが海賊船と出会し、海賊と戦闘を繰り広げた。
樹の島
広大な海に囲まれた島で、大半が樹木で覆われている。
上陸してすぐに森の中となり、住居、地下洞窟もあれば、中央には教会も建っている。
伝説の曲芸師「ドド」の墓もそこにある。
ネバーランド
『サンドラの大冒険』に登場する樹の島の真上にある天空の島。長老ウォルターが統治しており、フェアリーたちの故郷でもある。
丸太の迷路をはじめ集落、守りの祠もあり、外れの場所には卵谷という危険な場所がある。
地上界（人間界）から妖精に連れてこられることもある。「ひかりのかけら」を集めて世界を救うために旅をしているクリノ・サンドラが大きい籠に乗って妖精たちに紐で引っ張りあげられてネバーランドへ連れてこられたが、途中で強風によって籠から落ちてしまい、ネバーランドにある住居のベッドの上に数日間寝ていた。
丸太の迷路
ネバーランドにある木造の迷路。造られた理由は不明で、強風が起こりやすい場所に建っている。
落とし穴もあり、落ちると地面に立っている無数の棘に刺さってしまい、大けがしてしまうことも。
カッパ族の集落
太郎をはじめとするカッパ族の居住区。
主に畑で胡瓜の栽培で生計を立てて暮らしているが、中には後に『ワルキューレの冒険 時の鍵伝説』で太郎と共に楽団を組む仲間もここに暮らしている。
ひなげしの新居
もうすぐ結婚するひなげしの木造住居。
結婚相手は、選択肢によって違う人となる。
守りの祠
ネバーランドにある祠。封印が解けてしまうと卵谷にある卵が孵化してしまい、魔物が縦横無尽に襲い掛かってくる。
卵谷
ネバーランドのはずれにある峡谷。
その奥に魔物の卵が多く立ち並んでいる危険な場所。

フローランド
天上界に封印されていた怪物・トールシンが封印を破って逃げ出した浮島。
『ローザの冒険』で訪れ、天上界と人間の住むマーベルランドの狭間に漂っている。
この島でトールシンの仕業とみられる人々が心を抜き取られ人形になる事件が続発した。
炎の大地
『ワルキューレの伝説』で訪れている。
マグマの洞窟
溶岩が噴き出すくらい物凄く暑い洞窟。
『ワルキューレの伝説』で訪れているが、『サンドラの大冒険』でも「アルサンドラ山」の中に入っている。
黄金の城跡

さいはての村

氷の洞窟

北の大地

地球内部への入り口
『ワルキューレの伝説』の最終目的地。
泥水の上に小さい島がいくつかあり、その奥にある島にラストボスが待ち構えている。

### 名称不詳の場所
※上記以外にも、ワールドマップ上に名称不明の小島や海峡などいくつかある。
（名称がわからない、または正式に明かされていない海、島などは、???? と表記し、その場所の位置と特長を記載）
 ????
はじまりの国にある広大な森。
アレンジ版では、エンリケ族の親子がゴブリンに襲われていた。行く先には岩山もあれば川も流れており、奥へ進むと風の精霊がとらえられている洞窟がある。
 ????
はじまりの国にある洞窟。
アレンジ版では、そこに風の精霊がとらえられている。
 ????
アファ大陸の西にある海。
オリジナル版では、アファ大陸に上陸する際、かんむり岬から船で移動して通過した。
 ????
アファ大陸と始まりの国の間にある海峡。
そこに名付けられていない諸島がある。
 ????
カルデラ地方とマッコウ大陸の間にある海。
その中央に樹の島がある。
 ????
アファ大陸南端と富の国（フルータジア）南端の間にある海。
北の方には、ゾウナの島がある。
 ????
はじまりの国とアファ大陸のえんえん砂漠南部の間にある島。
オリジナル版では、ヘルメットが入っている宝箱が設置されている。
 ????
はじまりの国の西側にある山脈。
オリジナル版では、奥に船が入っている宝箱が設置されている。
 ????
マッコウ大陸の西側にある氷の沼地で、中央にある小島に置いてある宝箱にライオンの門を通過するのに必要なティアラが納められている。
ズルズル沼同様、むやみに渡ると橋が崩れ落ち、冷たい沼で溺れて命を落とす冒険者もいるほど危険な場所。ワープゾーンもある。
 ????
富の国（フルータジア）にある迷路を抜けた先にある最南端の街。
ツインギラスが待ち構えているところから東側の半島にある船着き場を見渡せるが、倒さない限りそこから船を出港することができない。
 ????
マッコウ大陸と富の国（フルータジア）の間にあるスフィンモス（ライオンの門）を抜けた先にある宿。
オリジナル版に登場しているが、南には繁栄を極めた城を拒むように広大な森で生い茂っている。東には、木で囲まれた門が隠されている。